# Pantoclis zorayda
Pantoclis zorayda is een vliesvleugelig insect uit de familie van de Diapriidae. De wetenschappelijke naam van de soort is voor het eerst geldig gepubliceerd in 1997 door Buhl.